# コーク県

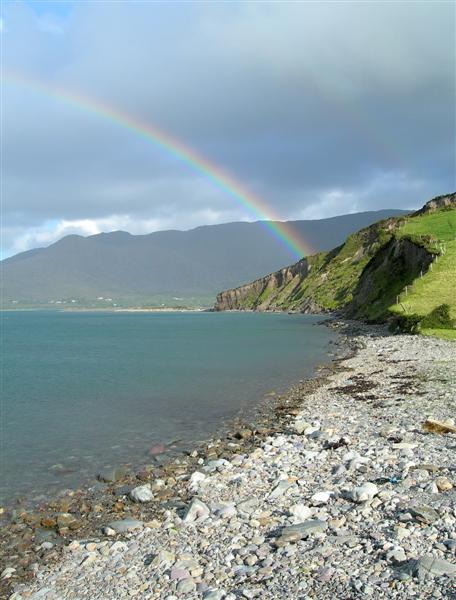
ベアラ半島のプルリーン・ストランド

コーク県（愛: Contae Chorcaí、英: County Cork）はアイルランドにある県。アイルランド国内で最大かつ最も南にある県でマンスター地方に属しており、県名はアイルランド第2の都市コークから名付けられている。コーク県議会は県の地方自治の役割を担っている。主要なマーケットタウンにマローやマクルーム、ミダルタン、スキバリーンがある。2016年時点の県の人口は542,868人でアイルランドで3番目に人口の多い県となっている。主なコーク県出身の人物にマイケル・コリンズやジャック・リンチ、ソニア・オサリバンがいる。
コーク県は西はケリー県、北はリムリック県、北西はティペラリー県、東はウォーターフォード県に隣接している。ゴールデン・ヴェールの牧草地の一部が含まれており、北部のカンタークから南部のアリイーズまでに及ぶ。入り組んだ沿岸や巨石記念物の他にも、ワイルド・アトランティック・ウェイの起点としても知られる、ウェスト・コークを含む南西部はアイルランドの主要な観光地の一つとなっている。
コーク県は抵抗の中で自らをヨーク公リチャードと名乗った男を支援したことからイングランド王ヘンリー7世が名付けた「抵抗の県（The Rebel County）」の別名でも知られる。主な第3期教育機関にユニバーシティ・カレッジ・コーク（アイルランド国立大学コーク校）がある。重要な現地の産業、雇用主にテクノロジー企業のDell EMC、Appleのヨーロッパ本社やミッチェルズタウンとマローに乳製品工場を置くDairygoldがある。

## 交通
- 空路（ コーク空港 ）
- 鉄路（アイルランド国鉄のインターシティ、コミューター、貨物サービス）
- 海路（コーク港）

## 主な都市
- カリガライン
- コーヴ
- コーク  県都。
- ファーモイ
- キンセール（英語版） - ヨーロッパの〈可愛い町コンテスト〉に輝いたこともある港町[7]。
- ミルストリート
- ニュートゥーポットハウス
- ヨール

## 施設
- バントリー・ハウス - 広大な庭園を持った邸宅
- ブラーニー城